# Lourdeskapelle Maltach

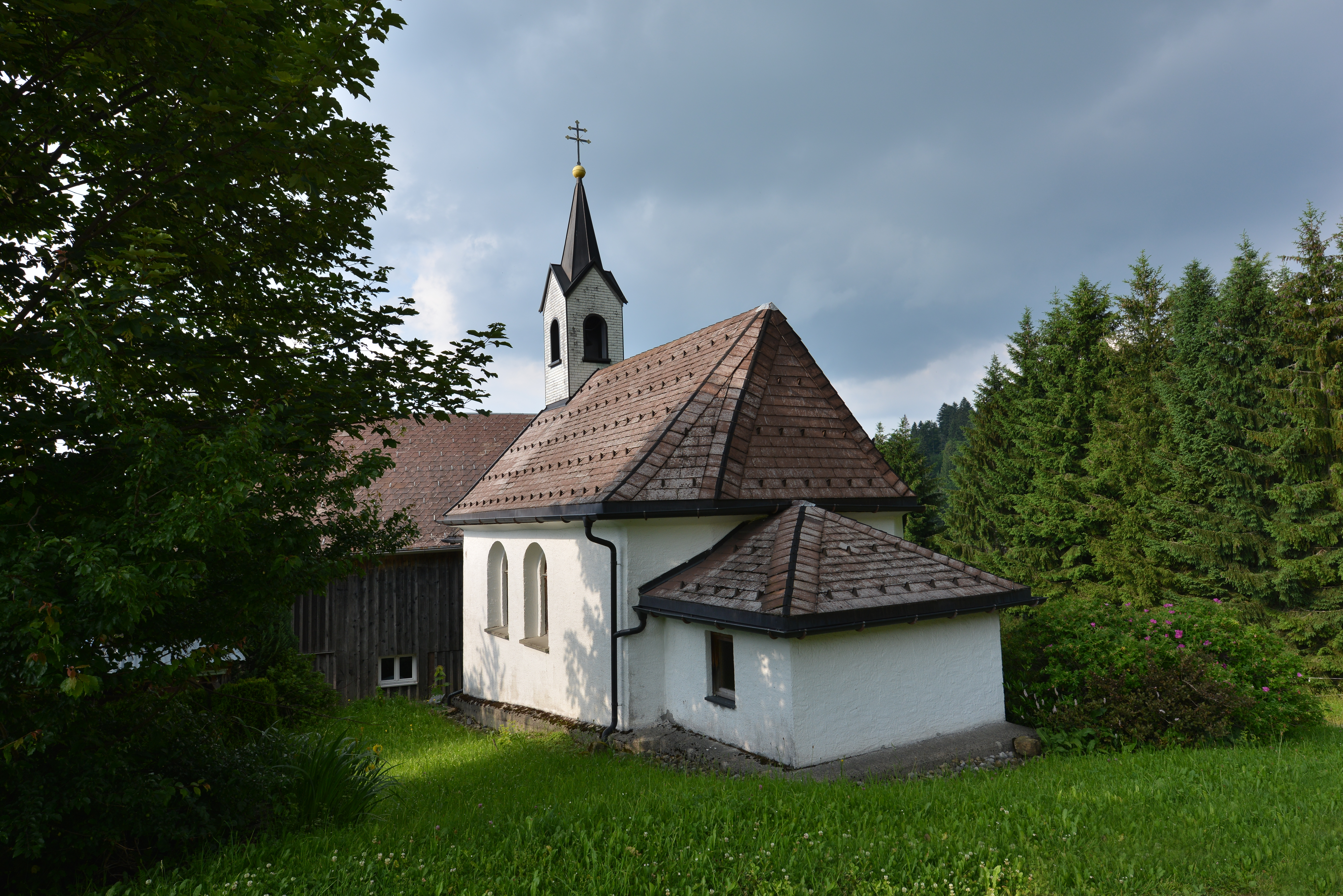
Lourdeskapelle in Maltach

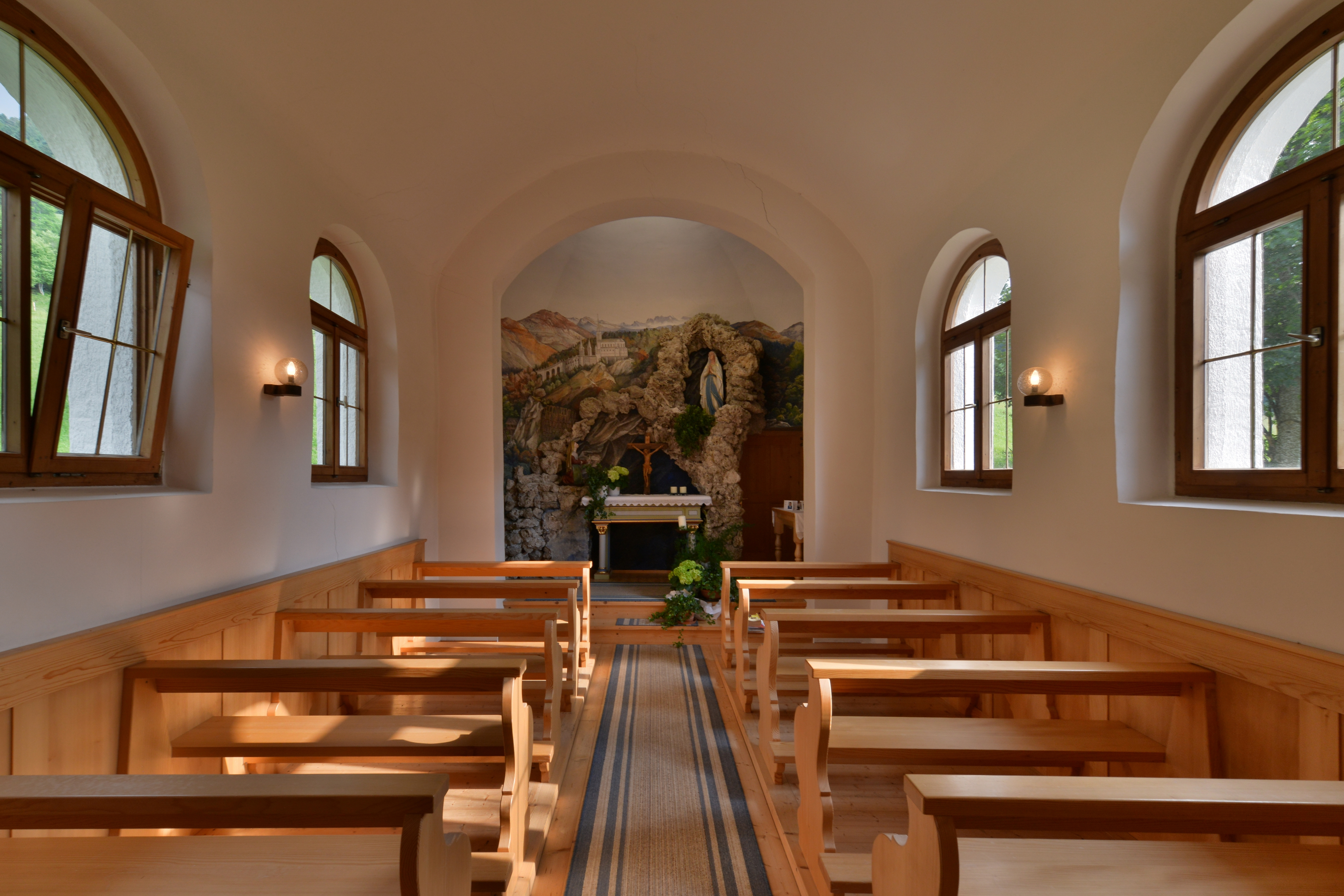
Innenansicht

Die Lourdeskapelle ist eine kleine Kapelle im Ortsteil Maltach der Bregenzerwälder Gemeinde Schwarzenberg im Bezirk Bregenz. Die Kapelle wird von den Pfarren Alberschwende und Schwarzenberg seelsorglich betreut.

## Architektur und Ausstattung
Die kleine Kapelle ist ein Rechtecksbau mit 3/8-Schluss. Sie hat einen kleinen Glockenturm mit Giebelspitzhelm. Die Sakristei ist am Chor angebaut. Der Betraum ist tonnengewölbt und hat Rundbogenfenster. Ein gedrückter Chorbogen trennt den Chor von der restlichen Kirche. Am Chorbogen ist links eine Figur der heiligen Anna und rechts eine Figur des heiligen Wendelins. Im Chor ist eine Lourdesgrotte aufgebaut. Der Stiegenaufgang ist mit Holz überdacht. dort befinden sich auch Votivtafeln.